# Nicolae Pop
Nicolae Pop, né le 3 janvier 1951 à Hodac en Roumanie, est un joueur de volley-ball roumain. 

## Carrière
Nicolae Pop participe aux Jeux olympiques de 1980 à Moscou et remporte la médaille de bronze avec l'équipe roumaine composée de Marius Căta-Chițiga, Laurențiu Dumănoiu, Günther Enescu, Dan Gîrleanu, Sorin Macavei, Viorel Manole, Florin Mina, Corneliu Oros, Valter Chifu, Constantin Sterea et Nicu Stoian.